# Selaginella commersoniana
Selaginella commersoniana är en mosslummerväxtart som beskrevs av Antoine Frédéric Spring. Selaginella commersoniana ingår i släktet mosslumrar, och familjen mosslummerväxter. Inga underarter finns listade i Catalogue of Life.